# Scottish League Cup 1983/84
Der Scottish League Cup wurde 1983/84 zum 38. Mal ausgespielt. Der schottische Ligapokal, der unter den Teilnehmern der Scottish Football League ausgetragen wurde, begann am 13. August 1983 und endete mit dem Finale am 25. März 1984 im Glasgower Hampden Park. Offiziell wurde der Pokalwettbewerb als Skols Scottish League Cup ausgetragen. Als Titelverteidiger startete Celtic Glasgow, der im Vorjahr das Finale gegen die Rangers gewann. Durch einen 3:2-Sieg im zweiten Old-Firm-Derby in Folge konnten sich die Rangers für die Finalniederlage ein Jahr zuvor revanchieren. Es war für die Rangers der insgesamt 12. Titel, seit dem ersten Ligapokalerfolg im Jahr 1947.

## 1. Runde
Ausgetragen wurden die Hinspiele am 13. und 15. August, die Rückspiele am 17. August 1983.
|                 | Gesamt |                       | Hinspiel | Rückspiel |
| --------------- | ------ | --------------------- | -------- | --------- |
| Albion Rovers   | 1:6    | Queen of the South    | 0:4      | 1:2       |
| FC Arbroath     | 1:2    | FC East Fife          | 0:1      | 1:1       |
| Berwick Rangers | 3:1    | FC Stranraer          | 2:0      | 1:1       |
| Forfar Athletic | 3:2    | FC Stenhousemuir      | 1:0      | 2:2       |
| FC Montrose     | 3:1    | FC East Stirlingshire | 1:0      | 2:1       |
| Stirling Albion | 1:3    | FC Cowdenbeath        | 1:1      | 0:2       |

## 2. Runde
Ausgetragen wurden die Hinspiele am 23. und 24. August, die Rückspiele am 27. August 1983.
|                     | Gesamt          |                      | Hinspiel | Rückspiel |
| ------------------- | --------------- | -------------------- | -------- | --------- |
| Airdrieonians FC    | 2:1             | FC Clyde             | 2:0      | 0:1       |
| Ayr United          | 1:3             | FC Clydebank         | 1:2      | 0:1       |
| Brechin City        | 0:1             | Celtic Glasgow       | 0:1      | 0:0       |
| FC Montrose         | 2:7             | FC Dundee            | 1:3      | 1:4       |
| FC Aberdeen         | 12:00           | Raith Rovers         | 9:0      | 3:0       |
| FC Cowdenbeath      | 2:2 (2:4 i. E.) | Heart of Midlothian  | 1:0      | 1:2 n. V. |
| Dundee United       | 8:1             | Dunfermline Athletic | 6:1      | 2:0       |
| FC East Fife        | 4:8             | FC St. Johnstone     | 1:2      | 3:6       |
| FC Falkirk          | 4:5             | Alloa Athletic       | 2:3      | 2:2       |
| Hamilton Academical | 3:4             | Greenock Morton      | 2:1      | 1:3       |
| Hibernian Edinburgh | 7:1             | FC Dumbarton         | 5:0      | 2:1       |
| FC Livingston       | 4:2             | Partick Thistle      | 2:1      | 2:1       |
| FC Motherwell       | 4:0             | Berwick Rangers      | 2:0      | 2:0       |
| FC Queen’s Park     | 4:5             | FC Kilmarnock        | 3:2      | 1:3       |
| Glasgow Rangers     | 8:1             | Queen of the South   | 4:0      | 4:1       |
| FC St. Mirren       | 3:2             | Forfar Athletic      | 1:0      | 2:2       |

## Gruppenphase

### Gruppe 1
Ausgetragen wurden die Begegnungen zwischen dem 30. August und 30. November 1983.
| Pl. | Verein          | Sp. | S | U | N | Tore    | Diff. | Punkte |
| --- | --------------- | --- | - | - | - | ------- | ----- | ------ |
| 1.  | Dundee United   | 6   | 5 | 1 | 0 | 020:500 | +15   | 11     |
| 2.  | FC Motherwell   | 6   | 2 | 1 | 3 | 011:140 | −3    | 05     |
| 3.  | Alloa Athletic  | 6   | 2 | 1 | 3 | 010:150 | −5    | 05     |
| 4.  | Greenock Morton | 6   | 1 | 1 | 4 | 007:140 | −7    | 03     |

| 1. Spieltag     |     |                 |
| Dundee United   | 5:0 | Alloa Athletic  |
| FC Motherwell   | 3:0 | Greenock Morton |
| 2. Spieltag     |     |                 |
| Alloa Athletic  | 1:2 | FC Motherwell   |
| Greenock Morton | 1:1 | Dundee United   |
| 3. Spieltag     |     |                 |
| Dundee United   | 4:2 | FC Motherwell   |
| Greenock Morton | 2:4 | Alloa Athletic  |
| 4. Spieltag     |     |                 |
| Dundee United   | 3:0 | Greenock Morton |
| FC Motherwell   | 2:2 | Alloa Athletic  |
| 5. Spieltag     |     |                 |
| Alloa Athletic  | 2:4 | Dundee United   |
| Greenock Morton | 4:2 | FC Motherwell   |
| 6. Spieltag     |     |                 |
| Alloa Athletic  | 1:0 | Greenock Morton |
| FC Motherwell   | 0:3 | Dundee United   |

### Gruppe 2
Ausgetragen wurden die Begegnungen zwischen dem 31. August und 30. November 1983.
| Pl. | Verein              | Sp. | S | U | N | Tore    | Diff. | Punkte |
| --- | ------------------- | --- | - | - | - | ------- | ----- | ------ |
| 1.  | Glasgow Rangers     | 6   | 6 | 0 | 0 | 018:000 | +18   | 12     |
| 2.  | Heart of Midlothian | 6   | 2 | 2 | 2 | 009:900 | ±0    | 06     |
| 3.  | FC Clydebank        | 6   | 1 | 2 | 3 | 006:140 | −8    | 04     |
| 4.  | FC St. Mirren       | 6   | 0 | 2 | 4 | 006:160 | −10   | 02     |

| 1. Spieltag         |     |                     |
| Glasgow Rangers     | 4:0 | FC Clydebank        |
| FC St. Mirren       | 2:2 | Heart of Midlothian |
| 2. Spieltag         |     |                     |
| FC Clydebank        | 2:0 | FC St. Mirren       |
| Heart of Midlothian | 0:3 | Glasgow Rangers     |
| 3. Spieltag         |     |                     |
| Heart of Midlothian | 1:1 | FC Clydebank        |
| Glasgow Rangers     | 5:0 | FC St. Mirren       |
| 4. Spieltag         |     |                     |
| Glasgow Rangers     | 2:0 | Heart of Midlothian |
| FC St. Mirren       | 3:3 | FC Clydebank        |
| 5. Spieltag         |     |                     |
| FC Clydebank        | 0:3 | Glasgow Rangers     |
| Heart of Midlothian | 3:1 | FC St. Mirren       |
| 6. Spieltag         |     |                     |
| FC Clydebank        | 0:3 | Heart of Midlothian |
| FC St. Mirren       | 0:1 | Glasgow Rangers     |

### Gruppe 3
Ausgetragen wurden die Begegnungen zwischen dem 31. August und 30. November 1983.
| Pl. | Verein           | Sp. | S | U | N | Tore    | Diff. | Punkte |
| --- | ---------------- | --- | - | - | - | ------- | ----- | ------ |
| 1.  | FC Aberdeen      | 6   | 5 | 1 | 0 | 011:200 | +9    | 11     |
| 2.  | FC Dundee        | 6   | 3 | 2 | 1 | 008:400 | +4    | 08     |
| 3.  | FC Livingston    | 6   | 1 | 2 | 3 | 004:100 | −6    | 04     |
| 4.  | FC St. Johnstone | 6   | 0 | 1 | 5 | 002:900 | −7    | 01     |

| 1. Spieltag      |     |                  |
| FC Aberdeen      | 4:0 | FC Livingston    |
| FC Dundee        | 2:1 | FC St. Johnstone |
| 2. Spieltag      |     |                  |
| FC Livingston    | 0:1 | FC Dundee        |
| FC St. Johnstone | 0:1 | FC Aberdeen      |
| 3. Spieltag      |     |                  |
| FC St. Johnstone | 1:2 | FC Livingston    |
| FC Aberdeen      | 0:0 | FC Dundee        |
| 4. Spieltag      |     |                  |
| FC Dundee        | 1:1 | FC Livingston    |
| FC Aberdeen      | 1:0 | FC St. Johnstone |
| 5. Spieltag      |     |                  |
| FC Livingston    | 1:3 | FC Aberdeen      |
| FC St. Johnstone | 0:3 | FC Dundee        |
| 6. Spieltag      |     |                  |
| FC Dundee        | 1:2 | FC Aberdeen      |
| FC Livingston    | 0:0 | FC St. Johnstone |

### Gruppe 4
Ausgetragen wurden die Begegnungen zwischen dem 31. August und 30. November 1983.
| Pl. | Verein              | Sp. | S | U | N | Tore    | Diff. | Punkte |
| --- | ------------------- | --- | - | - | - | ------- | ----- | ------ |
| 1.  | Celtic Glasgow      | 6   | 3 | 3 | 0 | 013:300 | +10   | 09     |
| 2.  | FC Kilmarnock       | 6   | 3 | 1 | 2 | 009:600 | +3    | 07     |
| 3.  | Hibernian Edinburgh | 6   | 2 | 2 | 2 | 007:900 | −2    | 06     |
| 4.  | Airdrieonians FC    | 6   | 0 | 2 | 4 | 003:140 | −11   | 02     |

| 1. Spieltag         |     |                     |
| Airdrieonians FC    | 1:6 | Celtic Glasgow      |
| Hibernian Edinburgh | 2:0 | FC Kilmarnock       |
| 2. Spieltag         |     |                     |
| Celtic Glasgow      | 5:1 | Hibernian Edinburgh |
| FC Kilmarnock       | 3:0 | Airdrieonians FC    |
| 3. Spieltag         |     |                     |
| Celtic Glasgow      | 1:1 | FC Kilmarnock       |
| Hibernian Edinburgh | 0:0 | Airdrieonians FC    |
| 4. Spieltag         |     |                     |
| Airdrieonians FC    | 1:2 | FC Kilmarnock       |
| Hibernian Edinburgh | 0:0 | Celtic Glasgow      |
| 5. Spieltag         |     |                     |
| Celtic Glasgow      | 0:0 | Airdrieonians FC    |
| FC Kilmarnock       | 3:1 | Hibernian Edinburgh |
| 6. Spieltag         |     |                     |
| Airdrieonians FC    | 1:3 | Hibernian Edinburgh |
| FC Kilmarnock       | 0:1 | Celtic Glasgow      |

## Halbfinale
Ausgetragen wurden die Hinspiele am 14. und 22. Februar, die Rückspiele am 10. März 1984.
|               | Gesamt |                 | Hinspiel | Rückspiel |
| ------------- | ------ | --------------- | -------- | --------- |
| Dundee United | 1:3    | Glasgow Rangers | 1:1      | 0:2       |
| FC Aberdeen   | 0:1    | Celtic Glasgow  | 0:0      | 0:1       |

## Finale
| Glasgow Rangers                         | Glasgow Rangers | Celtic Glasgow | Celtic Glasgow |
| --------------------------------------- | --- | --- | -------------- |
| Glasgow Rangers                         | \| 25. März 1984 in Glasgow (Hampden Park) \| \| Ergebnis: 3:2 n. V. (2:2, 1:1) \| \| Zuschauer: 66.369 \| \| Schiedsrichter: Robert Valentine \| \| Spielbericht \|                                                        | \| 25. März 1984 in Glasgow (Hampden Park) \| \| Ergebnis: 3:2 n. V. (2:2, 1:1) \| \| Zuschauer: 66.369 \| \| Schiedsrichter: Robert Valentine \| \| Spielbericht \|                                          | Celtic Glasgow |
| Glasgow Rangers                         | Peter McCloy – Jimmy Nicholl, John McClelland , Craig Paterson, Ally Dawson – Davie Cooper, Bobby Russell, Dave McPherson, John MacDonald (Hugh Burns) – Sandy Clark (Colin McAdam), Ally McCoist Cheftrainer: Jock Wallace | Pat Bonner – Danny McGrain, Tom McAdam, Roy Aitken, Mark Reid – David Provan (Graeme Sinclair), Murdo MacLeod, Paul McStay , Tommy Burns – Frank McGarvey (Jim Melrose), Brian McClair Cheftrainer: David Hay | Celtic Glasgow |
| Glasgow Rangers                         | 1:0 Ally McCoist (44., Elfmeter) 2:0 Ally McCoist (61.) 3:2 Ally McCoist (104.) | 2:1 Brian McClair (67.) 2:2 Mark Reid (89., Elfmeter) | Celtic Glasgow |
| 25. März 1984 in Glasgow (Hampden Park) | | |                |
| Ergebnis: 3:2 n. V. (2:2, 1:1)          | | |                |
| Zuschauer: 66.369                       | | |                |
| Schiedsrichter: Robert Valentine        | | |                |
| Spielbericht                            | | |                |